# روسانا دي بيلو
روسانا دي بيلو (28 أغسطس 1956 - 10 أبريل 2021) كانت سياسية إيطالية. شغلت منصب عمدة مدينة تارانتو من عام 2000 إلى عام 2006.

## السيرة الشخصية
كانت دي بيلو من أصل اشتراكي. في عام 1993 أسست أول نادٍ بولياني لـ فورزا إيطاليا في تارانتو وأصبحت رئيسة له في نفس العام. في عام 1995 تم انتخابها مستشارًا إقليميًا، ثم تم تعيينها لاحقًا مستشارًا إقليميًا للسياحة والتراث الثقافي وهو المنصب الذي شغلته حتى عام 1998، عندما تم تعيينها كمستشارة إقليمية للصناعة والتجارة والحرف.
في 30 أبريل 2000 تم انتخاب دي بيلو عمدة لمدينة تارانتو بنسبة 57.5٪ من الأصوات في جولة الاقتراع. بعد أدريانا بولي بورتوني (عمدة ليتشي في عام 1998) أصبحت روسانا دي بيلو ثاني امرأة عمدة في بوليا وهي أول رئيسة بلدية في تاريخ المدينة. أعيد انتخابها في 3 أبريل 2005 وحصلت على 57.8٪ من الأصوات في الجولة الأولى. في 18 فبراير 2006 بعد الحكم من الدرجة الأولى بسنة واحدة وأربعة أشهر بتهمة إساءة استخدام المنصب والأيديولوجية الكاذبة في التحقيق في إسناد إدارة محرقة المدينة إلى شركة تيرميميكاينكا، استقالت من مكتب العمدة. ثم تمت تبرئتها عند الاستئناف من جميع التهم.
أعلنت المفوضة غير العادية توماسو بلوندا المعينة بدلاً منها عن الضائقة المالية لبلدية تارانتو. في 18 أكتوبر سجلت المدينة التزامًا بقيمة 357 مليون يورو. في 21 نوفمبر 2006 طلب نائب المدعي العام في محكمة تارانتو توجيه الاتهام إلى دي بيلو و32 شخصًا آخر بما في ذلك الإداريين والمسؤولين السابقين في العاصمة المتهمين بطرق مختلفة بأفعال أيديولوجية عامة كاذبة فيما يتعلق بالمسودة واقرار موازنات البلديات للاعوام من 2001 إلى 2005.
في 7 مارس 2007 تلقت دي بيلو إشعار ضمان آخر من نائب المدعي العام ماوريتسيو كاربوني لسوء استخدام المنصب والاحتيال في سياق تحقيق في تمديد عقود البلدية. في 1 مارس 2011 تمت تبرئتها من قبل محكمة تارانتو من جريمة إساءة استخدام المنصب والاحتيال في تحقيق المشتريات التي اتهمت بها بسبب نقص الأدلة.

## الوفاة
توفيت دي بيلو التي كانت متزوجة ولديه ابنة من جراء كوفيد 19 في 10 أبريل 2021. عن عمر يناهز 64 عامًا في تارانتو أثناء الجائحة في إيطاليا.